# Pável Tarán
Pável Andréyevich Tarán (en ruso: Па́вел Андре́евич Тара́н, en ucraniano: Павло́ Андрі́йович Тара́н; Sholojovo, Imperio ruso, 5 de octubrejul./ 18 de octubre de 1916greg. – Moscú, Rusia, 14 de septiembre de 2005)  fue un piloto de bombardero soviético de largo alcance que durante la Segunda Guerra Mundial recibió dos veces el título de Héroe de la Unión Soviética. Después de la guerra alcanzó el rango de teniente general de Aviación.

## Biografía

### Infancia y juventud
Pável Tarán nació el 18 de octubre de 1916 en el seno de una familia de campesinos ucranianos en la pequeña localidad rural de Sholojovo en la gobernación de Yekaterinoslav en esa época parte del Imperio ruso (actualmente situado en el raión de Nikopol, óblast de Dnipropetrovsk, en Ucrania). Después de completar siete grados en la escuela local, asistió a una escuela de oficios en Zaporiyia, de la cual se graduó en 1933. Al año siguiente, en 1934, asistió a otra escuela vocacional, después de lo cual estuvo empleado en una planta metalúrgica como electricista hasta 1937. Ese mismo año se graduó en el club de vuelo que la asociación paramilitar OSOAVIAJIM (Unión de Sociedades de Asistencia para la Defensa, la Aviación y la Construcción Química de la URSS). tenía en Níkopol y se unió al Ejército Rojo en noviembre. Apenas un año después, en diciembre de 1938, se graduó en la Escuela de Pilotos de Aviación Militar de Kacha y luego fue asignado al 50.º Regimiento de Aviación de Bombarderos.
En la primavera de 1939 fue transferido al 35.º Regimiento de Bombarderos de Alta Velocidad, en el que entró en combate por primera vez durante la invasión soviética de Polonia. En noviembre fue destinado al frente de guerra de la Guerra de Invierno, donde voló en un bombardero Túpolev SB. Después de regresar de la guerra en abril, fue asignado al 81.º Regimiento de Bombarderos de Largo Alcance como comandante de vuelo.

### Segunda Guerra Mundial
Desde el primer mes de la Operación Barbarroja, Tarán participó en la defensa de la Unión Soviética. Pronto estuvo cerca de la muerte cuando su Ilyushin Il-4 fue derribado por cazas alemanes; pudo saltar en paracaídas del avión poco antes de que se estrellara. Todos los demás miembros de la tripulación a bordo murieron en el accidente. Después de lanzarse en paracaídas a baja altura, aterrizó cerca de su bombardero caído y enterró los restos de sus camaradas fallecidos. Después de regresar a su unidad tres días después, volvió a volar y fue reasignado a una nueva tripulación de vuelo. Permaneció con esa tripulación hasta septiembre de 1942, durante este periodo voló 150 misiones de combate y consiguió múltiples derribos de cazas enemigos. Fue nuevamente derribado el 24 de octubre de 1941.
Por volar treinta y tres misiones diurnas y veintiséis nocturnas, fue nominado para ser galardonado con el título de Héroe de la Unión Soviética el 11 de septiembre de 1941, premio que le otorgaron el 20 de junio de 1942. En agosto de 1942, su unidad fue honrada con la designación de guardias y rebautizada como 5.ª Regimiento de Aviación de Largo Alcance de la Guardia. Durante la ceremonia de recepción de la bandera de los guardias, Tarán fue el abanderado. Ese año recibió una herida menor en la cabeza durante una misión para bombardear un aeródromo enemigo. En septiembre comenzó a volar con una nueva tripulación y el 30 de noviembre de 1943 fue nominado nuevamente para el título de Héroe de la Unión Soviética por realizar 350 salidas de combate, durante las cuales destruyeron dos cruces enemigos, quince almacenes de suministros y ocho aviones en tierra. además de iniciar treinta y nueve incendios. Se le otorgó el título nuevamente el 13 de marzo de 1944 antes de abandonar el regimiento en julio.
En julio de 1944 se convirtió en inspector de vuelo del 6.º Cuerpo de Aviación de Largo Alcance. En ese cargo, aprobó a nueve pilotos para vuelos nocturnos y revisó a 76 pilotos más. En abril fue nombrado comandante del 240.º Regimiento de Aviación de Bombarderos, que realizó 190 salidas durante la primavera de 1945 y se le encomendó bombardear columnas de tanques, instalaciones de almacenamiento de municiones, puentes, aeródromos y trenes, así como fotografiar áreas bombardeadas. A lo largo de la guerra realizó 356 salidas de combate, de las cuales 316 fueron nocturnas. Voló en las batallas sobre Ucrania, el Cáucaso, Kubán, Kursk, Leningrado, Bielorrusia, Leópolis, los países bálticos, Königsberg y Berlín.

### Posguerra
Después de la guerra, permaneció al mando del 240.º Regimiento hasta abril de 1946, cuando fue asignado como comandante de escuadrón al 199.º Regimiento de Bombarderos de la Guardia. Desde marzo de 1948 hasta mayo de 1951 se desempeñó como inspector de vuelo en el 4.º Cuerpo de Aviación de la Guardia, equipado con bombarderos B-25 y el Tu-4. Luego fue nombrado comandante del 251.º Regimiento de Aviación de Bombarderos Pesados de la Guardia, puesto en el que permaneció hasta que fue nombrado subcomandante de la 15.ª División de Bombarderos Pesados de la Guardia en diciembre de 1954.
En julio de 1955 fue ascendido a comandante de división y en 1957 al grado de mayor general. En diciembre de 1958, después de graduarse de la Academia Militar del Estado Mayor de las Fuerzas Armadas de la Unión Soviética, se convirtió en comandante de la 79.º División de Bombarderos Pesados; la división utilizaba el bombardero estratégico Tu-95. Luego ocupó una gran variedad de puestos de personal y entrenamiento de vuelo antes de jubilarse en 1979 con el rango militar de teniente general. Desde entonces hasta 1984 trabajó como diseñador para la Oficina de Diseño Túpolev.
Murió en Moscú el 14 de septiembre de 2005 y fue enterrado en el cementerio Troyekúrovskoye de la capital moscovita.

## Condecoraciones

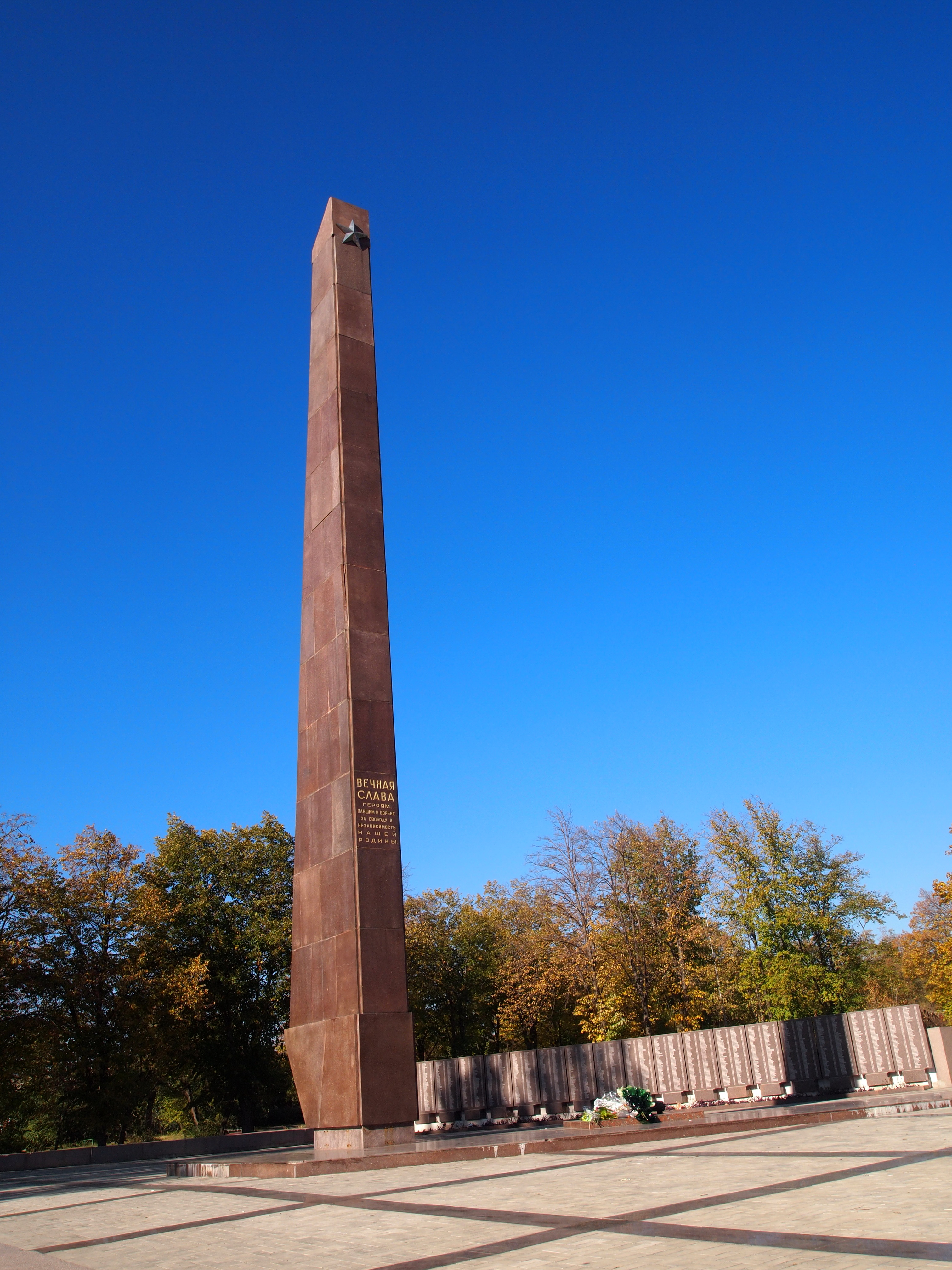
Monumento conmemorativo a la Gloria Eterna en Nikópol en la plaza que lleva el nombre de 30 aniversario de la Victoria

A lo largo de su carrera militar Pável Tarán recibió las siguientes condecoraciones militares:
Unión Soviética
- Héroe de la Unión Soviética, dos veces (20 de junio de 1942[11] y 13 de marzo de 1944)
- Orden de Lenin (20 de junio de 1942)
- Orden de la Revolución de Octubre (21 de febrero de 1978)
- Orden de la Bandera Roja, dos veces (5 de noviembre de 1941 y 22 de febrero de1955)
- Orden de Alejandro Nevski (13 de julio de 1945)
- Orden de la Guerra Patria de 1.er grado, dos veces (28 de abril de 1943 y 11 de marzo de 1985)
- Orden de la Estrella Roja, dos veces (22 de febrero de 1941 y 3 de noviembre de 1953)
- Orden de la Bandera Roja del Trabajo (30 de mayo de 1973)
- Medalla por el Servicio de Combate
- Medalla Conmemorativa por el Centenario del Natalicio de Lenin
- Medalla por la Defensa de Leningrado
- Medalla por la Defensa del Cáucaso
- Medalla por la Victoria sobre Alemania en la Gran Guerra Patria 1941-1945
- Medalla Conmemorativa del 20.º Aniversario de la Victoria en la Gran Guerra Patria de 1941-1945
- Medalla Conmemorativa del 30.º Aniversario de la Victoria en la Gran Guerra Patria de 1941-1945
- Medalla Conmemorativa del 40.º Aniversario de la Victoria en la Gran Guerra Patria de 1941-1945
- Medalla Conmemorativa del 50.º Aniversario de la Victoria en la Gran Guerra Patria de 1941-1945
- Medalla Conmemorativa del 60.º Aniversario de la Victoria en la Gran Guerra Patria de 1941-1945
- Medalla por la Conquista de Berlín
- Medalla de Zhúkov
- Medalla de Veterano de las Fuerzas Armadas de la URSS
- Medalla del 30.º Aniversario de las Fuerzas Armadas de la URSS
- Medalla del 40.º Aniversario de las Fuerzas Armadas de la URSS
- Medalla del 50.º Aniversario de las Fuerzas Armadas de la URSS
- Medalla del 60.º Aniversario de las Fuerzas Armadas de la URSS
- Medalla del 70.º Aniversario de las Fuerzas Armadas de la URSS
- Medalla Conmemorativa del 250.º Aniversario de Leningrado
- Medalla por Servicio Impecable

Otros países
- Orden Patriótica del Mérito 3.er grado (República Democrática de Alemania)
- Orden de la Estrella Polar (Mongolia; 6 de julio de 1971)
- Medalla del 30.º Aniversario de la Victoria en Jaljin Gol (Mongolia)
- Medalla Conmemorativa del 50.º Aniversario del Ejército Popular de Mongolia.
- Medalla Conmemorativa del 50.º Aniversario de la Revolución Popular de Mongolia
- Medalla por el Fortalecimiento de la Amistad en Armas (Checoslovaquia)